# Chris Bristow
Chris Bristow (Lambeth, Londen, 2 december 1937 – Circuit Spa-Francorchamps, 19 juni 1960) was een Brits Formule 1-coureur.
Bristow reed vier grand prix races voor het team Cooper, maar haalde daarbij geen enkel punt. Bij de Grand Prix van België van 1960 overleed hij op 22-jarige leeftijd, toen na 20 ronden zijn auto over de kop sloeg. Bristow was de zoon van een garage-eigenaar uit Londen en was ongetrouwd. Zijn bijnaam was The Wild Man of British Club Racing, omdat hij bij praktisch elke race waar hij aan deelnam, betrokken was bij een spin of botsing.
Gedurende de Belgische Grand Prix van 1960 op het circuit van Francorchamps crashte hij met zijn Yeoman Credit Racing Cooper T5 in de Bocht van Burnenville in ronde 2, terwijl hij probeerde de Ferrari van Willy Mairesse in te halen. Binnen een paar minuten van elkaar stierven hij en collega Alan Stacey op hetzelfde deel van het circuit. De dag ervoor was Stirling Moss daar tijdens de training zwaar gewond geraakt. Auto's kwamen regelmatig met meer dan 120 mijl per uur door de bocht, die afgezet was met betonnen blokken en een prikkeldraad hek. De Cooper raakte de blokkenrand en sloeg over de kop. Bristow werd uit zijn auto geslingerd en kwam terecht in het prikkeldraad, dat hem onthoofdde.
Achteraf werd vastgesteld door collegae, dat dezen konden zien aankomen dat er een dergelijk ongeluk zou kunnen gebeuren, gezien de rijstijl en het gebrek aan ervaring van Bristow. Tot op de dag van vandaag krijgt ter nagedachtenis aan hem het beste talent binnen de autosport uit Groot-Brittannië de Chris Bristow trofee.